# Bullroarer (nhạc cụ)

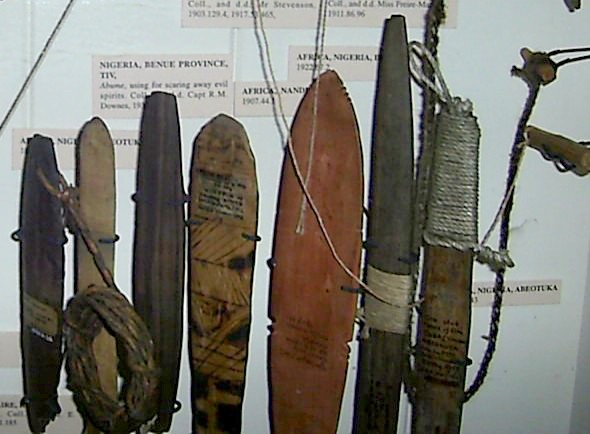
Những chiếc Bullroarer của Châu Phi được trưng bày trong Bảo tàng Pitt Rivers, Oxford, Anh

Bullroarer hay còn có tên gọi khác là "nhạc cụ hình thoi" hoặc turndun. Loại nhạc cụ này thường được dùng trong việc tế lễ thời cổ đại và nó có ý nghĩa là công cụ giao tiếp giữa những thế giới xa xôi. Nó xuất hiện trong Thời đại đồ đá, được khai quật tại Ukraina với độ tuổi 17000 năm trước công nguyên. Các sợi dây thừng quấn thành hình xoắn nhẹ phía trên và người chơi sẽ tung nó lên, xoay tròn theo phương ngang. Âm thanh sẽ được tạo ra khi người chơi xoay như vậy. Vào thời Hy Lạp cổ, nó là loại nhạc cụ linh thiêng và đáng sợ, chỉ được sử dụng trong giao tiếp với Thần linh.